# Jaromír Paciorek
Jaromír (Jarda) Paciorek (Kroměříž, 11 juli 1979 – 23 april 2025) was een Tsjechisch voetballer die doorgaans als centrale middenvelder speelde.
Paciorek begon bij Hanácká Slavia Kroměříž en speelde vervolgens in de jeugd van Svit Zlín. Na het Europees kampioenschap voetbal onder 16 - 1995 kwam hij samen met zijn landgenoot Jarda Šimr bij Feyenoord. Een jaar later kwam hij als tweede elftalspeler al geregeld bij de selectie maar zou enkel in oefenduels voor Feyenoord spelen. In januari 1998 werd hij samen met Volkan Kahraman voor de rest van het seizoen verhuurd aan Excelsior. Hij speelde in tien wedstrijden in de Eerste divisie waarin hij eenmaal scoorde. Hierna sloot hij weer aan bij het tweede team van Feyenoord en kwam wederom soms bij de eerste selectie. In januari 1999 werd hij na een proefperiode verhuurd aan Fortuna Sittard. Daar debuteerde Paciorek in de Eredivisie. Eind april werd door de club de optie tot koop gelicht. Met Fortuna Sittard speelde hij in de met 2-0 van Ajax verloren finale van de KNVB Beker 1998/99. Het seizoen 1999/2000 was aanvankelijk een succes en hij kwam geregeld aan bod. In 2000 ging het na een blessure echter mis. In december 2000 werd Paciorek disciplinair geschorst en zijn contract werd per 1 januari 2001 ontbonden.
Hij vervolgde in het seizoen 2001/02 zijn loopbaan bij Stavo Artikel Brno dat uitkwam in de 1. česká fotbalová liga. Eind 2001 werd hij vanwege disciplinaire redenen uit het elftal gezet. Medio 2002 keerde Paciorek terug bij zijn eerste club Hanácká Slavia Kroměříž. Daar werd hij in het seizoen 2003/04 kampioen van MSFL (een van de twee competities op het derde niveaus) en promoveerde naar de FNL. Hij speelde nog voor Spartak Hulín op het vierde niveau en ook voor het Oostenrijkse SK Eggenburg in de 2. Landesliga West (vijfde niveau). In de zomer van 2011 kreeg hij de kans om zijn profloopbaan bij zijn oude club Tescoma Zlín, uitkomend op het tweede niveau, te herpakken maar hij stopte aan het einde van het kalenderjaar.
In april 2025 maakte Paciorek op 45-jarige leeftijd een einde aan zijn leven.